# 오권분립
오권분립(五權分立, 영어: separation of the five powers) 또는 오권헌법(五權憲法)은 중화민국(타이완)의 중앙정부기구에 대한 권력분립 체계이다. 중화민국의 국부인 쑨원이 서양 각국에서 실행되고 있던 입법권, 행정권, 사법권의 삼권분립의 장점을 채택하되 결점을 보완하여, 감찰권과 고시권을 독립하는 오권분립의 권력체계를 세웠다.
쑨원은 중화민국의 헌법을 구상하면서, 국민은 선거, 파면, 국민 발안, 국민 투표를 행사할 수 있게 하고, 정부는 권력을 정권(政權)과 치권(治權)으로 나누어서 행사해야 한다고 명시하였다. 치권(治權)은 5원(행정원, 입법원, 사법원, 감찰원, 고시원)이 행사하고, 정부, 영토 주권, 헌법 개정 등에 해당되는 정권(政權)은 국민대회가 행사한다고 명시하였다. 그리고 국민대회는 헌법상 5원 위에 놓이면서 중화민국 최상의 중앙정부기구가 되었다. 하지만 2005년 6월 7일 입법원의 헌법 수정안 결의에 의해 국민대회는 중앙정부기구에서 제외가 되었다.
오권분립 이론에 따라 《중화민국 헌법》의 권력기구는 아래와 같이 편성되어 있다.
- 행정원(行政院)—행정권
- 입법원(立法院)—입법권, 심핵권, 헌법기초권, 임명동의권
- 사법원(司法院)—심판권, 징계권, 헌법해석권, 사법행정권
- 고시원(考試院)—고핵권, 철재권, 배훈권
- 감찰원(監察院)—감찰권, 탄핵권, 규정규거권, 심계권

## 같이 보기
- 중화민국 헌법
- 중화민국의 역사
- 중화민국의 대외 관계
- 중화민국의 총통
- 쑨원
- 국민대회
- 권력 분립
- 중화민국 사법원